# باول مورلي
باول مورلي (بالإنجليزية: Paul Morley)‏ هو ناقد موسيقي وكاتب ومدير مواهب وصحفي ووكيل مواهب بريطاني، ولد في 26 مارس 1957 في ستوكبورت في المملكة المتحدة.

## وصلات خارجية
- باول مورلي على موقع IMDb (الإنجليزية)
- باول مورلي على موقع ميوزك برينز (الإنجليزية)
- باول مورلي على موقع أول ميوزيك (الإنجليزية)
- باول مورلي على موقع ديسكوغز (الإنجليزية)
- باول مورلي على موقع قاعدة بيانات الفيلم (الإنجليزية)